# Laino Borgo
Laino Borgo – miejscowość i gmina we Włoszech, w regionie Kalabria, w prowincji Cosenza.
Według danych na rok 2004 gminę zamieszkiwało 2245 osób, 40,1 os./km².